# Jukka-Pekka Laamanen
Jukka-Pekka Laamanen (* 4. Oktober 1976 in Savonlinna) ist ein finnischer Eishockeyspieler, der seit 2008 bei HPK Hämeenlinna in der SM-liiga unter Vertrag steht. 

## Karriere
Jukka-Pekka Laamanen begann seine Karriere als Eishockeyspieler in der Saison 1994/95 bei SaPKo Savonlinna in der zweitklassigen I Divisioona, für das er bereits in der Jugend gespielt hatte. Anschließend wechselte er zu JYP Jyväskylä in die SM-liiga, das er jedoch nach nur einer Spielzeit wieder verließ, um wieder für Savonlinna in der zweiten Liga zu spielen. Dort blieb er die folgenden drei Jahre, ehe er in der Saison 2000/01 für Tappara Tampere aus der SM-liiga und den Zweitligisten Hermes Kokkola auflief. 
Es folgte eine weitere Saison, in der Laamanen sowohl erst- als auch zweitklassig spielte, als er für Ilves Tampere und Jukurit Mikkeli aktiv war. Daraufhin schaffte Laamanen in der Saison 2001/02 den Durchbruch in der SM-liiga, als er in 53 Spielen für Ässät Pori 29 Scorerpunkte erzielte, darunter acht Tore. In den Jahren 2002 bis 2004 spielte Laamanen erneut bei Ilves Tampere. Anschließend nahm ihn HPK Hämeenlinna unter Vertrag, mit dem er 2006 erstmals Finnischer Meister wurde. 
Im Anschluss an diesen Erfolg wechselte Laamanen zu deren Ligarivalen Kärpät Oulu, mit denen er 2007 und 2008 ebenfalls die Meisterschaft gewann. Vor der Saison 2008/09 kehrte er schließlich zu HPK Hämeenlinna zurück.

### International
Für Finnland nahm Laamanen an der Junioren-Weltmeisterschaft 1996 und der A-Weltmeisterschaft 2007 teil. Bei der WM 2007 gewann er mit seiner Mannschaft die Silbermedaille.

## Erfolge und Auszeichnungen
- 2001 Finnischer Dritter mit Ilves Tampere
- 2006 Finnischer Meister mit HPK Hämeenlinna
- 2007 Finnischer Meister mit Kärpät Oulu
- 2008 Finnischer Meister mit Kärpät Oulu

### International
- 2007 Silbermedaille bei der Weltmeisterschaft